# Springs
Springs – miasto w Południowej Afryce, w prowincji Gauteng, w okręgu górniczo-przemysłowym Witwatersrand, na wschód od Johannesburga. Około 121,5 tys. mieszkańców.
W mieście rozwinął się przemysł maszynowy, elektrotechniczny, metalowy oraz szklarski.